# Моузиър (град, Орегон)
Моузиър (на английски: Mosier) е град в окръг Уаско, щата Орегон, САЩ. Моузиър е с население от 410 жители (2000) и обща площ от 1,7 km². Намира се на 50 m надморска височина. ЗИП кодът му е 97040, а телефонният му код е 541.